# پایین‌اشتوج
پایین‌اشتوج، روستایی است از توابع بخش کوهستان شهرستان تنکابن در استان مازندران ایران.
نزدیک ترین روستایی ییلاقی به تنکابن

## جمعیت
این روستا در دهستان دوهزار قرار دارد و براساس سرشماری مرکز آمار ایران در سال ۱۳۸۵، جمعیت آن ۵۳ نفر (۲۲خانوار) بوده‌است.